# Itolia atripes
Itolia atripes är en tvåvingeart som beskrevs av Wilcox 1949. Itolia atripes ingår i släktet Itolia och familjen rovflugor. Inga underarter finns listade i Catalogue of Life.